# فقستان
فقستان، روستایی از توابع بخش مرکزی شهرستان گلپایگان در استان اصفهان ایران است.

## خاستگاه نامگذاری
فقستان به معنی بتکدهاست و روستای فقستان در گذشته‌های دور آتشکده داشته‌است.
(نام بجستان که معرب بغستان است از بغ به معنی خدا گرفته شده و یاد آور بیستون، بغداد و فقستان بود که معنی آن «محل خدایان» است.)

## جمعیت
این روستا در دهستان کناررودخانه قرار دارد و براساس سرشماری مرکز آمار ایران در سال ۱۳۸۵، جمعیت آن ۲۳۲ نفر (۷۷خانوار) بوده‌است.

## آب و هوا
این روستا دارای آب و هوای معتدل و دلپذیر در تابستان و هوای سرد در زمستان می‌باشد . اطراف این روستا دارای زمین‌های کشاورزی و باغ‌های زیبا می‌باشد ،منازل مسکونی آن عموماً در جاده بین اراک- اصفهان واقع گردیده است.